# 裸耳竹
裸耳竹（学名：Bambusa aurinuda）为禾本科簕竹属下的一个种。

## 扩展阅读
- 維基物種上的相關：裸耳竹